# Interstate 68
Interstate 68 (I-68) é uma rodovia interestadual com 182,10 km (113,15 milhas) nos estados norte-americanos da Virgínia Ocidental e de Maryland, ligando a I-79 em Morgantown, Virgínia Ocidental, a leste da I-70 em Hancock, Maryland. A I-68 é também o Corridor E do Appalachian Development Highway System (ADHS). Desde 1965 até à conclusão da construção da autoestrada em 1991, foi designada como U.S. Route 48 (US 48). Em Maryland, a rodovia é conhecida como National Freeway, uma homenagem à histórica National Road, que a I-68 percorre paralelamente entre Keysers Ridge e Hancock. A autoestrada estende-se principalmente por zonas rurais e atravessa numerosos cumes de montanhas ao longo do seu percurso. Um corte de estrada em Sideling Hill expôs as características geológicas da montanha e tornou-se uma atração turística.
A US 219 e a US 220 sobrepõem-se à I-68 no Condado de Garrett e Cumberland, respetivamente, e a US 40 sobrepõe-se à autoestrada desde Keysers Ridge até à extremidade oriental da autoestrada em Hancock.
A construção da I-68 começou em 1965 e continuou durante mais de 25 anos, tendo sido concluída a 2 de agosto de 1991. Enquanto a estrada estava em construção, previa-se que as condições econômicas iriam melhorar ao longo do corredor nos cinco condados ligados pela I-68: Allegany, Garrett e Washington, em Maryland, e Preston e Monongalia, na Virgínia Ocidental. As duas maiores cidades ligadas pela rodovia são Morgantown, na Virgínia Ocidental, e Cumberland, em Maryland. Embora a autoestrada não sirva nenhuma área metropolitana importante, constitui uma importante via de transporte na zona ocidental de Maryland e no norte da Virgínia Ocidental e também uma alternativa à Pennsylvania Turnpike para o tráfego em direção a oeste proveniente de Washington, D.C. e Baltimore.
Vários responsáveis da Virgínia Ocidental propuseram a extensão da rodovia para oeste até ao vale do Rio Ohio, terminando em Moundsville ou Wheeling, na Virgínia Ocidental. Uma extensão até Moundsville foi aprovada pelos funcionários federais numa determinada altura, mas foi arquivada devido a problemas de financiamento.